# Slavutych-Arena
El Slavutych-Arena (en ucraniano: Славутич-Арена), también conocido como estadio Central Metallurg (Центральний стадіон «Металург», Tsentralʹnyy̆ stadion «Metalurh»), es un estadio de fútbol de la ciudad de Zaporiyia, en Ucrania. Fue inaugurado en 1938 y renovado en julio de 2006, tiene una capacidad máxima de 11 883 espectadores sentados. El estadio es sede del club local Metalurh Zaporiyia.
Fue inaugurado en 1938 y remodelado en 2006, tiene una capacidad máxima de 11 883 espectadores sentados. El estadio alberga los partidos como local del club Metalurh Zaporiyia de la Persha Liha, la segunda división del país.

## Historia
El estadio fue inaugurado en 1938 como estadio Central Metallurg. En 2001, la Federación Ucraniana de Fútbol no permitió al Metalurh disputar sus partidos en el estadio por motivos de seguridad y se trasladó al estadio ZAZ Auto, que pertenecía al club Torpedo Kiev. Poco después, el club aprobó el plan de construcción de un nuevo recinto para el equipo. La construcción comenzó en el año 2004 y el 29 de julio de 2006 fue inaugurado con el nombre actual (Slavutych-Arena) con el partido entre el Metalurh y Dinamo Kiev.
Inicialmente, la financiación del estadio corrió a cargo del presupuesto municipal, que destinó alrededor de 2,2 millones UAH. El FC Metalurh debía abonar, por cada partido en el estadio, unos 50 000 UAH.
El 4 de julio de 2010, el estadio albergó la Supercopa de Ucrania que enfrentó al Shakhtar Donetsk y Tavriya Simferopol, partido que finalizó 7-1 a favor de Shakhtar.
El estadio está situado en el centro de la ciudad, en la calle que fue rebautizada en honor al gran jugador y entrenador ucraniano Valeri Lobanovski. El recinto pertenece de manera oficial a Ucrania (de iure), sin embargo, desde septiembre de 2022 el territorio todavía bajo el control de Ucrania, es reclamado por la Federación Rusa.